# Provincia di Caserta
La provincia di Caserta è una provincia italiana della Campania di 
907 319 abitanti. Il suo capoluogo è Caserta. Terza provincia campana per numero di abitanti e quindicesima in Italia, il territorio coincide in parte con quello dell'antica provincia di Terra di Lavoro, dalla quale l'odierna circoscrizione provinciale ha ereditato il proprio stemma. Il suo litorale costiero, lungo circa 45 km, si affaccia interamente sul mare del Golfo di Gaeta.

## Storia

### Età antica e medioevo
La provincia di Caserta si estende in un'area in quella che in età antica era nota anche come Liburia, termine che deriva da un'antica popolazione denominata Leporini oppure Leborini, che includeva il territorio compreso tra il Tirreno con le isole Ponza e Ventotene, gli Appennini e la fascia meridionale della valle Roveto. Secondo altre fonti, invece, i Leporini, o Leborini, erano stanziati prevalentemente nel territorio oggi occupato dalle città di Giugliano e Aversa.
La Liburia in epoca medievale è diventata Terra di Lavoro, probabilmente per un fenomeno linguistico che ha trasformato la locuzione Terra Liboris (terra di Liborio, o di Liburn) ovvero Terra Liborīs (Terra dei Leborini) in Terra Laboris. Non tutta la Terra di Lavoro, però, ricade nella provincia di Caserta. Alcune tra le maggiori città di questa regione storico-geografica ricadono nella città metropolitana di Napoli; alcuni centri, come Chiaiano e Secondigliano, addirittura sono divenuti quartieri di Napoli. Il cassinate (ex circondario di Sora) e l'ex circondario di Gaeta ricadono rispettivamente nelle province di Frosinone e Latina, afferenti alla regione Lazio.
La Terra di Lavoro, durante l'età romana anche nota come Campania felix, successivamente divenne una divisione amministrativa del Regno di Napoli, chiamata Provincia di Terra di Lavoro e precedentemente Intendenza di Terra di Lavoro (anche Giustizierato di Terra di Lavoro, a seconda delle epoche storiche). Tale circoscrizione amministrativa al momento della sua massima estensione è arrivata a comprendere l'intera Terra di Lavoro dal Liri al Sele, più alcune zone del Sannio.

### Il periodo della dinastia dei Borbone di Napoli e il Regno delle Due Sicilie
Durante il governo dei sovrani della dinastia dei Borbone di Napoli fu costruita la Reggia di Caserta nella omonima città, e con essa i giardini reali. Furono altresì realizzate opere di bonifica e irrigazione, nonché l'acquedotto carolino. La città di Caserta all'epoca non ancora esisteva. Essa era prevista nel progetto vanvitelliano come città di fondazione, allo scopo di decongestionare la Capitale decongestionandone alcune attività amministrative. Il nome fu scelto da Casa Hirta, nome con cui era noto un piccolo villaggio situato sui monti Tifatini, attuale Casertavecchia. Il comune di Caserta sarebbe poi istituito, insieme con il comune di San Nicola la Strada e altri, nel 1799, anno della rivoluzione napoletana.
Durante il primo Impero francese con legge 8 agosto 1806, n. 132 circa la suddivisione amministrativa del Regno di Napoli, Giuseppe Bonaparte riformò la ripartizione territoriale del Regno di Napoli sulla base del modello francese. Negli anni successivi (tra il 1806 e il 1811), una serie di regi decreti completò il percorso d'istituzione delle province con la specifica dei comuni che in esse rientravano e la definizione dei limiti territoriali e delle denominazioni di distretti e circondari in cui veniva suddivisa ciascuna provincia. La riforma napoleonica comportò per la provincia di Terra di Lavoro un ridimensionamento territoriale, derivante dall'istituzione della provincia di Napoli, comprendente la capitale del Regno, precedentemente avente uno status peculiare.
La provincia comprendeva importanti centri come Nola, Gaeta (compresa la frazione Mola, attuale Formia), Minturno Castelforte, Sora, Teano, Isola del Liri, Aversa, Venafro, Fondi, San Germano e il capoluogo, Capua (comprendente sia l'attuale comune omonimo sia Sant'Angelo in Formis e Santa Maria, nota come Santa Maria di Capua, quest'ultima divenuta comune a sé acquisendo dapprima la denominazione di Santa Maria Maggiore e poi quella di Santa Maria Capua Vetere); nel 1818 Caserta divenne il nuovo capoluogo del dipartimento, sostituendo Capua.

### L'unità d'Italia, il ventennio fascista e la soppressione
Alla fine del 1860, con le modifiche alla legge Rattazzi conseguenti all'annessione del sud al Regno di Sardegna, che nel marzo 1861 mutò la propria denominazione in Regno d'Italia, fu scorporata dalla provincia di Terra di Lavoro anche la parte dell'alta valle del Volturno, aggregata alla provincia di Campobasso (nel 1970 alcuni di quei comuni, tra cui Isernia e Venafro, furono trasferiti alla nuova provincia di Isernia). La Valle Caudina fu invece suddivisa fra la neonata provincia di Benevento e la provincia di Avellino, che inglobò il vallo di Lauro e Baianese.
Nel 1927 il governo Mussolini decise di sopprimere la provincia di Terra di Lavoro, in conseguenza di ciò la parte della provincia da Castelforte in su, cioè il circondario di Sora e il circondario di Gaeta, compresa l'isola di Ponza, passò alla provincia di Roma, mentre la parte da Sessa Aurunca in giù, comprensiva di Caserta, Capua, Marcianise, l'area atellana, l'agro nolano (ad eccezione delle parti ricadenti nella provincia di Avellino), Maddaloni, Arienzo - San Felice e l'agro aversano, passò alla provincia di Napoli.
Alcuni comuni del massiccio del Matese furono ripartiti tra le province di Benevento e Campobasso (alcuni di questi ultimi sarebbero poi passati più tardi alla provincia di Isernia). Pochi mesi più tardi, con l'istituzione della provincia di Frosinone, quasi tutti i comuni della provincia passati alla provincia di Roma confluirono nella nuova provincia. L'ex circondario di Gaeta, compresi i comuni che nel frattempo erano passati alla provincia di Roma, passò poi, nel 1934, alla provincia di Littoria, come pure Ventotene, che sino ad allora aveva fatto parte della provincia di Napoli (circondario di Pozzuoli).

### L'occupazione tedesca durante la seconda guerra mondiale
Il territorio della provincia di Caserta fu teatro di guerra da settembre a dicembre 1943, nell'ambito della Campagna d'Italia alleata.
Nel complesso in Terra di Lavoro si contarono 2772 caduti civili, di cui 2302 dopo l'armistizio dell'8 settembre 1943.
Vi furono numerosi bombardamenti da parte degli alleati, 109 nel casertano, tra cui quello di Capua (1062 morti tra civili e militari), quello di Caserta (circa 300 morti), quello di Caiazzo (circa 300 morti civili), quello di Alife (circa 80 vittime).
I tedeschi, durante la loro progressiva ritirata, compirono diversi massacri, tra cui quello di Bellona (54 vittime), quello di Caiazzo (22 vittime), quello di Sparanise (almeno 27 vittime), quello di Campagnola di Marzano Appio (6 vittime) e quello di Conca della Campania (39 vittime); causando nel complesso circa 800 morti tra i civili.
Nella Reggia di Caserta, il 29 aprile 1945, venne firmata la resa incondizionata delle forze nazifasciste in Italia.

### Il dopoguerra e la ricostituzione
Dopo la fine della seconda guerra mondiale, con l'emanazione del decreto legislativo luogotenenziale 11 giugno 1945, n. 373, venne istituita la provincia di Caserta, secondo l'attuale configurazione, che comprende circa la metà dell'originaria provincia di Terra di Lavoro. A partire dagli anni 1960 coi primi insediamenti industriali, locati principalmente a sud di Caserta, in particolare a Marcianise, nonché nell'agro aversano, il territorio ha conosciuto un certo sviluppo economico e urbano, agevolato anche in parte dalla nascita, nel 1991, della Seconda Università degli studi di Napoli, oggi chiamata Università degli Studi della Campania Luigi Vanvitelli.

## Geografia fisica
Il territorio è occupato a nord del massiccio montuoso degli Appennini formato dal Matese, al centro da monti di modesta altura e da colline e al sud e ad ovest da pianure di diversa tipologia.
Confina a nord con il Lazio (provincia di Latina e provincia di Frosinone) e con il Molise (provincia di Isernia e provincia di Campobasso), a est con la provincia di Benevento, a sud con la città metropolitana di Napoli, a sud-ovest con il mar Tirreno.
Il fiume più importante è il Volturno, che origina però in Molise ed è uno dei fiumi col corso più esteso del sud Italia.

### Matese
Il massiccio del Matese è composto da montagne di relativa altezza, comunque le più alte della Campania. La massima altezza viene toccata col Monte Miletto (2050 m) diviso tra Campania e Molise.
Il massiccio è carsico, ricco di acque, anche termali e minerali (come la Lete), di grotte e di laghi di montagna.

### Preappennini
La zona centro-settentrionale è separata dalle montagne dell'Appennino dal fiume Volturno. Il fiume scorre nella zona centrale, fino ad aprirsi nella Pianura Campana. Mentre, le alture meridionali, si trovano al confine con la Provincia di Benevento.
Rilevanti sono tre zone montuose:
- Monte Santa Croce, con il vulcano spento di Roccamonfina, al confine con il Lazio;
- Monti Trebulani, nel centro-nord della provincia con la vetta principale di Monte Maggiore (1036 m);
- Monti Tifatini, nel sud della provincia, dove sorge il capoluogo Caserta.

### Pianura Campana
La vasta pianura campana comprende due aree del casertano:
- Versante settentrionale: la piana del Volturno, di natura prettamente alluvionale, in precedenza paludosa fino all'avvento del regime fascista, ma bonificata in buona parte e dedicata attualmente all'allevamento semibrado dei bufali, soprattutto per la produzione di latte e di mozzarelle.
- Versante meridionale: agro aversano, area prettamente rurale, un tempo paludosa e bonificata grazie ai Regi Lagni, voluti dai Borbone.

### Litorale domizio
La provincia ha ad ovest uno sbocco sul mare del Golfo di Gaeta composto da una costa bassa e sabbiosa che si estende per circa 45 km. Tre fiumi sfociano sulle sue coste: il Volturno, il Savone e il Garigliano. Il nome deriva dalla via Domiziana, voluta dall'imperatore romano omonimo. Inizia dal fiume Garigliano arrivando fino a Pozzuoli. Un tempo era un'area selvaggia e incontaminata caratterizzata da folte e ampie pinete e da ampie spiagge ricche di macchia mediterranea, area preferita sulla rotta degli uccelli migratori, perché ricca di laghetti e aree umide.
Negli anni '60 e '70 si iniziò ad urbanizzare in modo disordinato, come avvenne ad esempio a Castel Volturno e a Baia Domizia, anche per finalità turistiche. Tra gli anni '80 e '90 questo territorio, in particolar modo i comuni di Castel Volturno e Mondragone, vissero un improvviso incremento demografico e una urbanizzazione selvaggia, troppo spesso illegale. I flussi migratori furono inizialmente alimentati dal trasferimento di molti abitanti in seguito al terremoto del 1980.

## Popolazione

Il gonfalone della provincia

Appartengono alla provincia di Caserta i seguenti 104 comuni:
- Ailano
- Alife
- Alvignano
- Arienzo
- Aversa
- Baia e Latina
- Bellona
- Caianello
- Caiazzo
- Calvi Risorta
- Camigliano
- Cancello ed Arnone
- Capodrise
- Capriati a Volturno
- Capua
- Carinaro
- Carinola
- Casagiove
- Casal di Principe
- Casaluce
- Casapesenna
- Casapulla
- Caserta
- Castel Campagnano
- Castel Morrone
- Castel Volturno
- Castel di Sasso
- Castello del Matese
- Cellole
- Cervino
- Cesa
- Ciorlano
- Conca della Campania
- Curti
- Dragoni
- Falciano del Massico
- Fontegreca
- Formicola
- Francolise
- Frignano
- Gallo Matese
- Galluccio
- Giano Vetusto
- Gioia Sannitica
- Grazzanise
- Gricignano di Aversa
- Letino
- Liberi
- Lusciano
- Macerata Campania
- Maddaloni
- Marcianise
- Marzano Appio
- Mignano Monte Lungo
- Mondragone
- Orta di Atella
- Parete
- Pastorano
- Piana di Monte Verna
- Piedimonte Matese
- Pietramelara
- Pietravairano
- Pignataro Maggiore
- Pontelatone
- Portico di Caserta
- Prata Sannita
- Pratella
- Presenzano
- Raviscanina
- Recale
- Riardo
- Rocca d'Evandro
- Roccamonfina
- Roccaromana
- Rocchetta e Croce
- Ruviano
- San Cipriano d'Aversa
- San Felice a Cancello
- San Gregorio Matese
- San Marcellino
- San Marco Evangelista
- San Nicola la Strada
- San Pietro Infine
- San Potito Sannitico
- San Prisco
- San Tammaro
- Sant'Angelo d'Alife
- Sant'Arpino
- Santa Maria Capua Vetere
- Santa Maria a Vico
- Santa Maria la Fossa
- Sessa Aurunca
- Sparanise
- Succivo
- Teano
- Teverola
- Tora e Piccilli
- Trentola Ducenta
- Vairano Patenora
- Valle Agricola
- Valle di Maddaloni
- Villa Literno
- Villa di Briano
- Vitulazio

### Comuni più popolosi
Nella tabella i comuni della provincia di Caserta con più di 17 000 abitanti.
| Pos. | Stemma | Comune                   | Popolazione (31/08/2022) | Superficie (km²) |
| ---- | ------ | ------------------------ | ------------------------ | ---------------- |
| 1°   |        | Caserta                  | 72.921                   | 53,91            |
| 2°   |        | Aversa                   | 49.784                   | 8,73             |
| 3°   |        | Marcianise               | 38.343                   | 30,00            |
| 4°   |        | Maddaloni                | 36.758                   | 36,53            |
| 5°   |        | Santa Maria Capua Vetere | 32.064                   | 15,76            |
| 6°   |        | Castel Volturno          | 30.728                   | 72,23            |
| 7°   |        | Mondragone               | 28.444                   | 54               |
| 8°   |        | Orta di Atella           | 27.173                   | 10,70            |
| 9°   |        | San Nicola la Strada     | 21.977                   | 4,70             |
| 10°  |        | Casal di Principe        | 21.102                   | 23,00            |
| 11°  |        | Trentola Ducenta         | 20.698                   | 6,00             |
| 12°  |        | Sessa Aurunca            | 20.157                   | 163,00           |
| 13°  |        | Capua                    | 17.949                   | 48,63            |

### Etnie e minoranze straniere
Secondo i dati ISTAT, al 1º gennaio 2014 gli stranieri residenti in provincia erano 38.765.
I maggiori gruppi sono quelli di:
- Ucraina 7.794
- Romania 6.968
- Marocco 3.526
- Albania 2.937
- Polonia 2.596

## Economia
Tra il 1999 e il 2000 ha conosciuto un certo sviluppo economico con le esportazioni aumentate del 22%. Sebbene presenti tassi di sviluppo eterogenei, i ritmi di industrializzazione si avvicinano sempre più a quelli della media nazionale. Il valore aggiunto dell'agricoltura tocca il 9,3%, contro il 5,6% del Mezzogiorno e il 3,3% dell'Italia; quello dell'industria è del 24,5%, contro il 20,3% del mezzogiorno d'Italia.

### Agricoltura
La provincia è leader in Italia nella produzione della mozzarella di bufala campana, prodotto tipico riconosciuto DOC e DOP dal 1993. Qui si concentra, infatti, l'80% del patrimonio bufalino nazionale. Particolarmente significative sono le produzioni di paste alimentari, acque minerali, vino e olio. Rilevante è anche la produzione del tabacco, con il 60% della quota nazionale per la varietà Burley.

### Industria
Nel territorio vi sono diverse aree industriali e i poli produttivi di eccellenza: high technology (Marcianise - Maddaloni), tessile (S. Leucio), calzaturiero (Aversa) ed anche uno dedicato all'oreficeria, il TARÌ di Marcianise.

### Turismo
La provincia è attraversata da flussi turistici nazionali e internazionali, con 42 km di costa. Tra i luoghi più famosi vi è senza dubbio la reggia di Caserta, voluta da Re Carlo III e progettata dall'architetto Luigi Vanvitelli, sito di elevata rilevanza storica e culturale.
Le attrattive turistiche più famose sono il parco regionale di Roccamonfina-Foce Garigliano e Baia Domizia, meta di turismo a livello nazionale e internazionale.

## Trasporti e vie di comunicazione

### Linee ferroviarie
Nella provincia ci sono un gran numero di linee ferroviarie:
- Ferrovia Roma-Napoli (via Cassino)
- Ferrovia Roma-Napoli (via Formia)
- Ferrovia Napoli-Foggia
- Ferrovia Benevento-Cancello
- Ferrovia Alifana - (Piedimonte Matese-Santa Maria Capua Vetere)
- Ferrovia Cancello-Avellino

### Linee stradali

#### Autostrade
Due sono le autostrade che attraversano il territorio:
- A1 Autostrada del Sole (Milano – Napoli)
- A30 (Caserta – Salerno)

#### Strade statali e provinciali
- Strada statale 7 bis - (Asse di Supporto Nola – Villa Literno)
- Strada statale 7 quater - (Domitiana)
- Strada statale 265 - (dei Ponti della Valle)
- Strada statale 700 - (della Reggia di Caserta)

### Aeroporti
Sono presenti due scali aerei di rilievo nazionale, ossia l'aeroporto di Caserta-Grazzanise e l'aeroporto di Capua, ambedue aeroporti militari, ma aperti anche al traffico civile.

### Trasporto pubblico
La linea Napoli-Giugliano-Aversa, detta anche linea Arcobaleno (per i colori delle sue stazioni), è una linea metropolitana gestita dall'EAV costituisce la ricostruzione e la riconversione in metropolitana pesante, dell'Alifana bassa, una linea ferroviaria a scartamento ridotto (950 mm) dismessa nel 1976.
Con il suo tracciato suburbano totalmente sotterraneo è la prima metropolitana interprovinciale costruita in Italia, poiché collega il capoluogo campano con il resto della conurbazione a nord della città attraversando l'hinterland napoletano e casertano.

## Statistiche

### Qualità della vita
| Anno | Qualità della Vita (Sole 24 Ore) |
| ---- | -------------------------------- |
| 2008 | 94º (-2)                         |
| 2009 | 103º (-9)                        |
| 2010 | 105º (-2)                        |
| 2011 | 104º (+1)                        |
| 2012 | 98º (+6)                         |
| 2013 | 103º (-5)                        |
| 2014 | 104º (-1)                        |
| 2015 | 108º (-4)                        |
| 2016 | 108° (0)                         |
| 2017 | 110° (-2)                        |
| 2018 | 101° (+9)                        |

Nella consueta indagine annuale sulla "Qualità della vita", relativa all'anno 2017, pubblicata dal quotidiano Il Sole 24 Ore (che prende in considerazione una serie di dati statistici che vanno dal reddito all'occupazione, dalla natalità alla sanità, dai reati alle opportunità per il tempo libero) la provincia di Caserta si è classificata al 107 posto su 107 province, ultima in Italia.

### Dati economici
- PIL pro-capite (1999) Euro 9.051
- Imprese attive (2000) 62.270
- Tasso crescita aziendale (1997/2000) + 6,55%
- Incremento export (1999/2000) + 22%
- Valore esportazioni (2000) Euro 1,156 mil
- Propensione all'export (1999) 11,9

I dati e le informazioni sono estratti dal progetto di marketing territoriale elaborato dal gruppo Valet (Medicacamere scrl - coordinamento; Istituto G.Tagliacarne; Mondimpresa Scpa).

## Onorificenze
La provincia è tra gli enti decorati al valor militare per la guerra di liberazione, insignita della medaglia di bronzo al valor militare per i sacrifici delle sue popolazioni e per l'attività nella lotta partigiana durante la seconda guerra mondiale: